# Карасу (приток Евфрата)
Карасу (Западный Евфрат, в верховье Карасу-Нехри; тур. Karasu) — река на востоке Турции, правая составляющая Евфрата. Длина Карасу — 470 км, площадь бассейна 22 тыс. км².
Берёт начало у поселения Кизил-Килиса на высоте около 2125 м. Протекает по ущелью до поселения Тафта, где вытекает в долину города Эрзурум. Река в долине спрямлена, старое русло обезвожено и частично заполнено озёрами-старицами.
У города Илыджа Карасу принимает слева крупный приток — Пулур, после чего покидает равнину Эрзум-Оваси и вновь течёт по ущелью.
Весеннее половодье, летняя межень. Осуществляется сплав леса.

## Притоки
Объекты по порядку от устья к истоку ( км от устья: ← левый приток | → правый приток | — объект на реке ):
- Карасу

→ Бююк-Дере
← водоток от слияния Йонджаларына и Куюбаши
→ Авшин
→ Мычкар
→ Дорум
→ Чарак

→ Гёк

→ Перчкому
→ Эскикей

← Пийик
← Сарыбаба
← Шейхверни

→ Кагдарич
→ Серимечай
← Ийидере
← Пулур
→ Шорак
→ Бадишен
→ Делиджечай
← Кечкин-Су
- Карасу-Нехри

→ Думлу-Су